# Hemisphaerius hoozanensis
Hemisphaerius hoozanensis är en insektsart som beskrevs av Heinrich Christian Friedrich Schumacher 1915. Hemisphaerius hoozanensis ingår i släktet Hemisphaerius och familjen sköldstritar. Inga underarter finns listade i Catalogue of Life.